# Moody Blue
| 전문가 평가                   | 전문가 평가 |
| 평가 점수                     | 평가 점수   |
| 출처                          | 점수        |
| ----------------------------- | ----------- |
| AllMusic                      | [ 1 ]       |
| Christgau's Record Guide      | B–          |
| MusicHound                    | [ 3 ]       |
| The Rolling Stone Album Guide | [ 4 ]       |
| Rough Guides                  | [ 5 ]       |

《Moody Blue》는 미국의 싱어송라이터 엘비스 프레슬리의 스물네 번째이자 마지막 스튜디오 음반으로, 사망 4주 전인 1977년 7월 19일, RCA 레코드가 발매했다. 이 음반은 라이브와 스튜디오 작업을 혼합한 것이며, 1976년 10월, 프레슬리의 마지막 스튜디오 녹음 세션의 4곡과 1976년 2월 그레이스랜드 세션에서 남은 2곡을 수록했다. 〈Moody Blue〉는 이전 그레이스랜드 세션에서 녹음된 히트곡으로, 이 음반을 위해 보류되었다. 또한 2월 세션에서는 〈She Thinks I Still Care〉가 녹음되었다. 〈Way Down〉은 이 음반이 발매된 지 한 달도 안 되어 프레슬리가 죽은 후 히트를 쳤다. 이 음반은 1977년 9월 12일, 골드와 플래티넘, 1992년 3월 27일 미국 음반 산업 협회에 의해 2배 플래티넘 인증을 받았다.

## 내용
《Elvis: The Illustrated Record》에서 설명한 바와 같이, RCA는 1976년 프레슬리의 스튜디오 녹음의 2곡을 제외한 모든 곡이 이미 이전 음반인 《From Elvis Presley Boulevard, Memphis, Tennessee》에서 사용되었거나 싱글로 발매되었을 때 전체 음반을 위한 충분한 새로운 스튜디오 자료를 얻을 수 없었다. 이 회사는 1977년 4월 24일과 26일, 미시간주 앤아버에서 녹음된 세 곡의 라이브 곡으로 남아 있는 사용 가능한 작품들을 보강하는 것을 선택했는데, 이 곡은 엘비스가 만들었던 마지막 음반이기도 했다. 이 중 하나는 그가 직접 피아노로 연주한 〈Unchained Melody〉의 버전이었다. RCA의 프로듀서인 펠턴 자비스는 1977년 1월, 테네시주 내슈빌에 있는 녹음 스튜디오를 예약하여 이 음반의 새 트랙을 녹음했다. 프레슬리는 자비스의 도움으로 녹음할 몇 곡을 선택했는데, 그들 대부분은 컨트리와 업템포이었다. 불행하게도 프레슬리는 그 세션에 나타나지 않았고, 그는 아파서 집에 머무르고 있다고 주장했다. 자비스와 RCA는 위에 언급된 라이브 트랙들로 음반을 가득 채우는 것 외에는 할 일이 없었다. 또한 RCA는 〈Let Me Be There〉의 라이브 공연도 포함되어 있는데, 이는 이미 3년 전에 그의 음반 《Elvis Recorded Live on Stage in Memphis》에서 발표되었지만, RCA는 이전에 발표되지 않은 라이브 녹음 〈Softly, As I Leave You〉를 나중에 〈Unchained Melody〉의 싱글 발매에 활용할 수 있었다.
1976년 11월 싱글로 발매된 〈Moody Blue〉는 《빌보드》 컨트리 싱글 차트에서 1위, 팝 차트 31위에 올랐다. 〈Way Down〉은 1977년 초여름에 음반의 다음 싱글로 발매되었다. 이 음반은 차트에 크게 오르지 못했지만, 8월 프레슬리가 사망한 후 18위로 치솟았다(영국에서 1위로 뛰어올랐다). 그것은 컨트리 차트에서 더 큰 히트를 쳤고, 프레슬리가 사망한 같은 주에 1위로 올라섰다. 비록 이 음반은 그가 죽기 전에 이미 40위 안에 들었지만, 그의 죽음 이후 빌보드 200 차트에서 3위에 올랐다. 이 음반은 40위 안에 든 프레슬리의 마지막 음반이었다. 《Moody Blue》는 컨트리 음반 차트에서 1위를 하기도 했다. 《Moody Blue》는 1977년 7월에 발매되었으며, 1977년 8월 16일, 엘비스가 사망한 후 음반 차트에서 정점을 찍었다.
RCA는 타이틀곡에 맞춰 파란색 바이닐로 음반을 눌렀다. 당시 컬러 바이닐 압착은 비교적 흔치 않았고, 넓은 발매작에서는 거의 발생하지 않았기 때문에 수집가들이 《Moody Blue》의 파란색 바이닐 복사가 수집가들의 물건이라고 잘못 가정하고, 실제로는 프레슬리가 사망하기 직전부터 표준 검은색 바이닐(그의 사망 직후, 《Moody Blue》의 생산은 다시 파란색 바이닐로 옮겨졌다. 그러나, 나중에 검은색 바이닐을 사용하여 음반을 다시 제작하였다.)에 진정한 수집품이 압착하고 있다.그의 죽음 이후, 《Moody Blue》의 생산은 다시 파란색 바이닐로 옮겨졌다. 그러나, 나중에 이 음반은 표준 검은색 바이닐을 사용하여 다시 제작되었다. 프레슬리의 죽음 이후, 〈Unchained Melody〉는 싱글로도 발매되었고 컨트리 음악 차트에서 6위를 기록했다. 이 버전은 《Moody Blue》 LP와 같지 않았다. 싱글 버전은 1977년 6월 21일, 래피드시티에서 녹음된 곡의 오버더빙 버전이다.

## 재발행
오리지널 RCA CD는 오리지널 바이닐 LP와 동일한 트랙과 커버 아트를 포함하고 있었다. 2000년 RCA는 엘비스의 다른 콘서트 사진을 포함한 수정된 커버 아트와 함께 음반을 재발매하였고, 《Elvis Recorded Live on Stage in Memphis》에 수록되었기 때문에 〈Let Me Be There〉의 수록곡은 생략하였고, 정규 음반 《From Elvis Presley Boulevard, Memphis, Tennessee》를 수록하여 원래 음반을 재발매하는 것이 아니라 그레이스랜드 세션을 수록하였다. 2013년 《Moody Blue》는 팔로우 댓 드림 레이블로 재발매되었으며, 이 레이블에는 얼터너티브 테이크와 함께 오리지널 음반 트랙이 포함되어 있었다.

## 곡 목록

### 오리지널 발매
| #  | 제목                             | 작사·작곡                | 재생 시간 |
| -- | -------------------------------- | ------------------------ | --------- |
| 1. | 〈Unchained Melody〉             | 알렉스 노스, 히 자렛     | 2:32      |
| 2. | 〈If You Love Me (Let Me Know)〉 | 존 로스틸                | 2:57      |
| 3. | 〈Little Darlin'〉               | 모리스 윌리엄스          | 1:52      |
| 4. | 〈He'll Have to Go〉             | 조 앨리슨, 오드리 앨리슨 | 4:28      |
| 5. | 〈Let Me Be There〉              | 로스틸                   | 3:26      |

| #  | 제목                        | 작사·작곡                     | 재생 시간 |
| -- | --------------------------- | ----------------------------- | --------- |
| 1. | 〈Way Down〉                | 라잉 마르티네 주니어          | 2:37      |
| 2. | 〈Pledging My Love〉        | 돈 로비, 퍼디낸드 워싱턴      | 2:50      |
| 3. | 〈Moody Blue〉              | 마크 제임스                   | 2:49      |
| 4. | 〈She Thinks I Still Care〉 | 디키 리, 스티브 더피          | 3:49      |
| 5. | 〈It's Easy for You〉       | 앤드루 로이드 웨버, 팀 라이스 | 3:26      |